# ユメナマコ
ユメナマコ（夢海鼠、学名：Enypniastes eximia）は深海性のナマコの一種である。全長は最大25cm程度。小型個体はピンク色だが、成長につれて濃いワインレッドに変化する。体は中の消化器官も透けて見えるほど透明である。
首がないニワトリが遊泳しているように見えることから、海外では「Headless Chicken Monster（首無しニワトリの怪物）」と呼ばれている。

## 生態
深度400-5500m付近の深海の砂泥地に生息する。
通常は海底の直上に、体後部を下にして浮遊している。鰭は体の前方背面と後方側面にあるが、推進力を生み出すのは前方の鰭で、後方の鰭は姿勢制御に用いられる。海底に「着陸」するのは餌を摂る時のみで、背面の鰭を前に向けた姿勢をとって、大量の砂泥を消化管に詰め込む。食事は最大でも1分ほどしかかからず、すぐに海底を離れる。
外皮には無数の発光器が散在しており、これは強い機械的刺激によって発光することが示されている。また、外皮は非常に脆弱で、少しの刺激でも剥げ落ちる。つまり、外敵から攻撃を受けた際には、脱落した外皮が発光しながら漂うことになる。これは捕食者を惑わす効果があると考えられている。さらに、脱落した外皮は急速に再生する。